# Валлон-де-л'Ердр
Валлон-де-л'Ердр (фр. Vallons-de-l'Erdre) — муніципалітет у Франції, у регіоні Пеї-де-ла-Луар, департамент Атлантична Луара. Валлон-де-л'Ердр утворено 1 січня 2018 року шляхом злиття муніципалітетів Бонневр, Френьє, Момюссон, Сен-Марс-ла-Жай, Сен-Сюльпіс-де-Ланд i Врі. Адміністративним центром муніципалітету є Сен-Марс-ла-Жай. Населення — 6559 осіб (01.01.2021).